# Eucithara typhonota
Eucithara typhonota é uma espécie de gastrópode do gênero Eucithara, pertencente à família Mangeliidae.